# Oestinghausen
Oestinghausen ist ein Ortsteil der Gemeinde Lippetal im Kreis Soest mit 1930 Einwohnern (Stand: 31. März 2021).

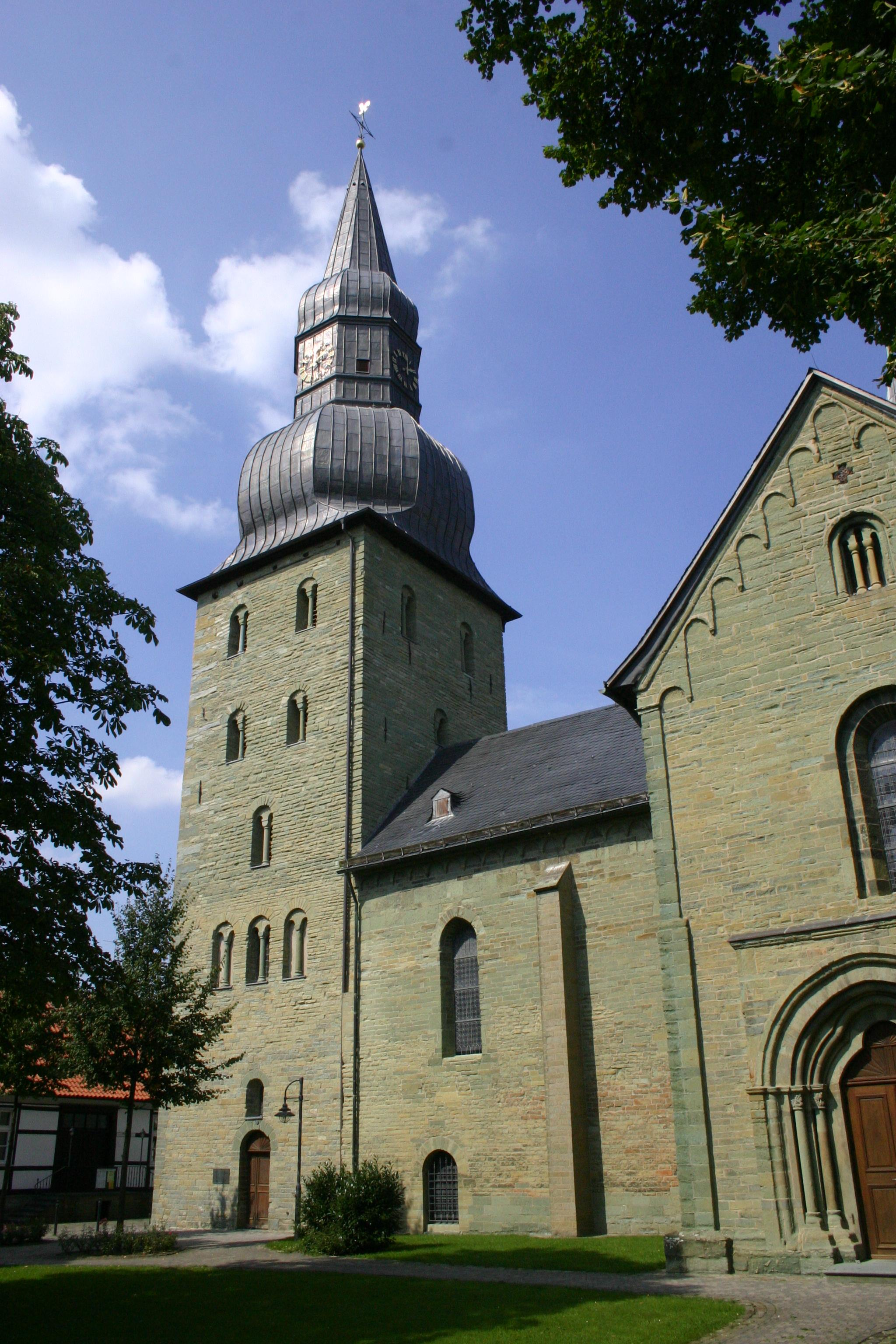
Pfarrkirche St. Stephanus

## Geographie
Oestinghausen liegt an der Bundesstraße 475 etwa sieben Kilometer nördlich von Soest im Auslauf der Soester Börde an der Ahse. Die Rosenaue mündet direkt südlich des Dorfes.
Oestinghausen liegt in einem „Dreieck“ zwischen der Bundesstraße 475 (westlich durch das Dorf), der Landesstraße L 738 (östlich und durch das Dorf) und der Landesstraße L 636 (nördlich).
Oestinghausen liegt auf den Koordinaten: 51° 38′ N, 8° 6′ O auf ca. 77 m ü. NN. Der höchste Punkt ist der Romberg mit 85 m ü. NN. Der niedrigste liegt an den Ahse-Auen mit knapp 70 m ü. NN.

## Geschichte
Das Dorf Oestinghausen wurde urkundlich zum ersten Mal im Jahr 1189 erwähnt. Es ist vermutlich eine alte sächsische Siedlung gewesen. Nach der Soester Fehde, die mit der Trennung der Stadt Soest vom Kölner Erzbischof endete, ist Oestinghausen weiterhin im Herzogtum Westfalen, das zum Kölner Erzbistum gehörte, verblieben.
Das Dorf Oestinghausen wurde danach mit eigener Gerichtsbarkeit ausgestattet.
Im Zuge der Säkularisation durch den Reichsdeputationshauptschluss fiel Oestinghausen als Teil des Herzogtums Westfalen im Jahre 1803 an Hessen-Darmstadt. Die Zählung der Bevölkerung in Oestinghausen im Jahr 1808 ergab 522 Personen.
1816 fiel Oestinghausen an Preußen und wurde Teil des Kreises Soest. Als das Justizamt Oestinghausen mit dem 1. Januar 1839 aufgelöst und mit dem Land- und Stadtgericht Soest vereinigt wurde, endete die eigene Gerichtsbarkeit Oestinghausens, die bis dahin von einem Justizamtmann mit Sitz in Hovestadt ausgeübt wurde.
Zum Amt Oestinghausen gehörten die Gemeinden Bettinghausen, Eickelborn, Heintrop-Büninghausen, Hovestadt, Hultrop, Krewinkel-Wiltrop, Lohe, Niederbauer, Nordwald, Oestinghausen, Ostinghausen und Schoneberg.
1898 ist von der Ruhr-Lippe-Kleinbahnen GmbH eine Kleinbahn mit der Spurbreite von 1000 mm gebaut worden. Sie fuhr auf der Hauptstrecke von Soest in Richtung Hamm über Lippborg. In Oestinghausen war ein viergleisiger Verteilerbahnhof mit Abzweig nach Hovestadt gebaut worden, dessen marodes Bahnhäuschen 2008 abgerissen wurde. Am alten Bahnhof wurde ein kleines Denkmal errichtet. Die Bahn wurde mit dem Spitznamen „Pengel-Anton“ belegt und fuhr zuletzt 1952. Sie trug, wie viele Kleinbahnen in ganz Deutschland, zur Erschließung der ländlichen Region bei.
Im Rahmen der kommunalen Neuordnung wurde das Amt Oestinghausen am 1. Juli 1969 in die neu geschaffene Gemeinde Lippetal eingegliedert.
| Jahr | Einwohner |
| ---- | --------- |
| 1808 | 0522      |
| 1900 | 0590      |
| 1939 | 0602      |
| 1961 | 0838      |
| 2005 | 2076      |
| 2012 | 1944      |
| 2021 | 1930      |

## Kultur und Sehenswürdigkeiten
Das „Wahrzeichen“ Oestinghausens ist die Kirche mit ihrem charakteristischen Zwiebelturm. Sie ist aus Sandstein erbaut. Die Daten zum Gebäude befinden sich auf einer Tafel an der Südseite.
In der Liste der Baudenkmäler in Lippetal sind für Oestinghausen acht Baudenkmale aufgeführt.

## Museen und Bauwerke

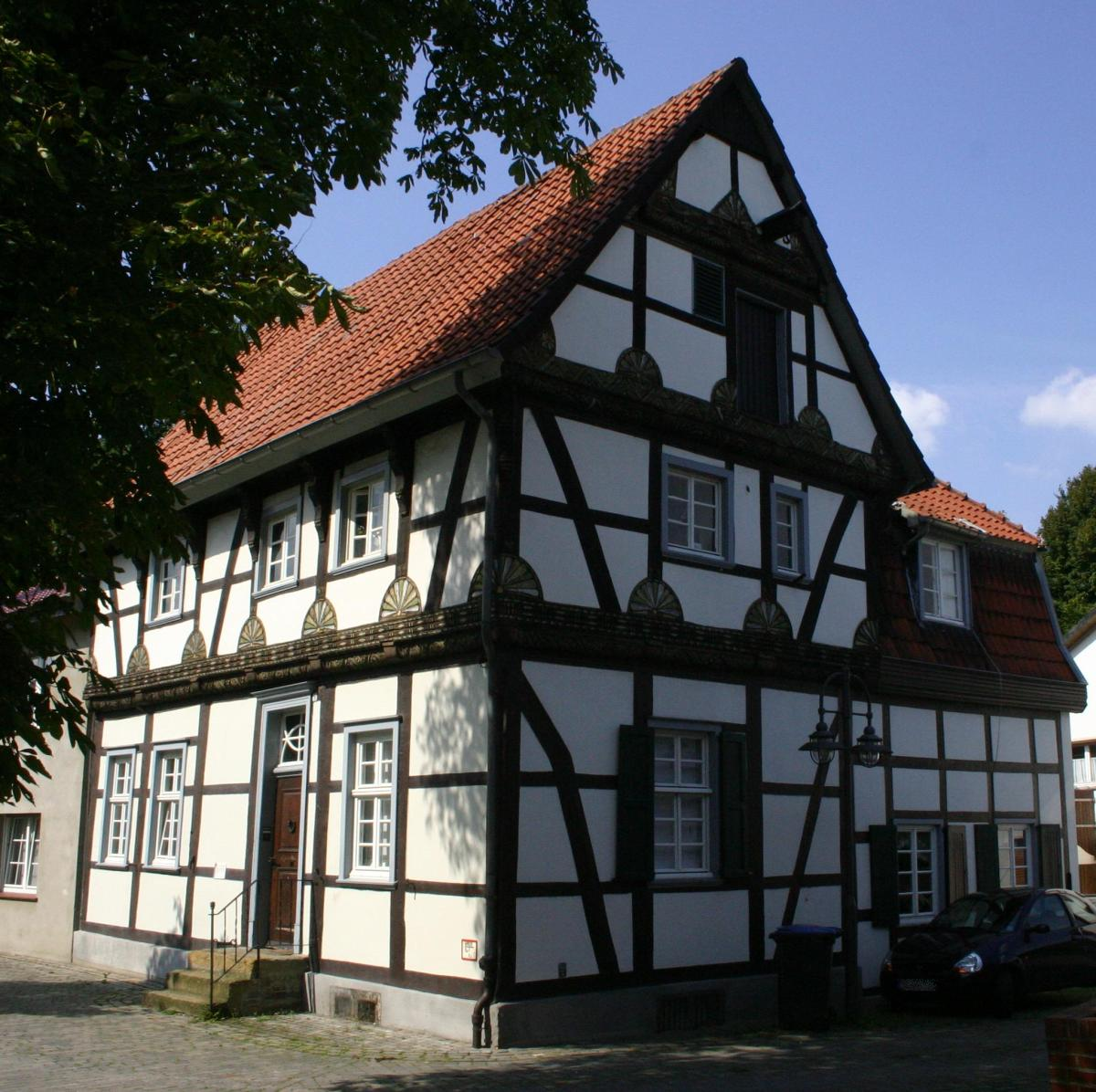
Chur-Cöllnisches-Amtshaus

Zur Geschichte des alten Cöllnischen Amtshauses:
Im Lagerbuch des Amtes zu Oestinghausen von 1596 ist das Gebäude als Churfürstliches Eigentum eingetragen, welches in Notfällen zur Zuflucht geöffnet wurde. Es ist im Renaissance-Stil erbaut und wurde unter anderem als Gerichtsgebäude genutzt. Es wechselte 1895 in Privatbesitz.
Seit 2009 steht es im Besitz des Vereins zur Förderung der Heimat und des Brauchtums Oestinghausen e. V.
- Schulgebäude von 1808 bis 1896:

Seit 1623 besteht in Oestinghausen ein öffentliches Schulwesen. Die Hessisch-Darmstädtische Regierung ordnete 1805 an, das baufällige alte Schulgebäude durch das, hier zu sehende, neue Schulgebäude an der Kirche zu ersetzen. 1807 fertiggestellt, hat es zwei Etagen. In der unteren, ca. 60 m² großen und 3,75 m hohen Etage war das Schulzimmer. Der restliche Raum und die zweite Etage standen dem Lehrer zur Verfügung. 1807 zahlten 68 Schüler das Schulgeld. Die Kosten für den Schulbesuch der armen Kinder zahlte die örtliche Armenkasse. Das Gebäude ging 1908 in Privatbesitz über.
Das Haus am Turm. Früher war das Haus am Turm das Schul- und Küsterhaus. Es wurde 1837 als 2. Lehrerstelle gebaut. In der rechten Hälfte wohnte der Lehrer. In der linken Hälfte war der Klassenraum für die Unterklasse untergebracht. Für die Ökonomie war eine Scheune mit Pferden und Schweinen im Hinterhof angebracht. Das Gebäude wurde durch das Kirchspiel der Gemeinde, den Erlös des alten Küsterhauses, die Kirchenkasse und einige Juden aus dem Dorf finanziert. 1983 wurde das Gebäude komplett zum Gemeindezentrum umgebaut. Seitdem heißt es Haus am Turm (HaTu).
- Schulgebäude von 1896 bis 1961:

Ehemals hatte dieses Gebäude eine für den Jahrhundertwechseln typische Ziegelsteinfassade. Es enthielt zwei Klassenzimmer und drei Lehrerwohnungen. Dieses Gebäude ist die 3. Lehrerstelle. 1941 wurde aus dem Untergeschoss, welches eine Wohnung war, ein Klassenzimmer gemacht. Das Gebäude wurde im selben Jahr auch noch  verputzt und so ging seine Ziegelsteinfassade optisch verloren. Jährlich gingen ca. 210 Schulkinder in die Katholische Volksschule. Es wurde nach der Errichtung des neuen Schulgebäudes 1964 verkauft.
Die St.-Stephanus-Kirche wurde um das Jahr 1000 erbaut.
Im Jahr 1186 bestätigte der Kölner Erzbischof das „Recht des Oberhofes“.
- Um 1000 Saalbau mit Rechteckchor und Apsis
- Im 13. Jahrhundert zur Kreuzanlage erweitert und eingewölbt
- Der Welsche Turmbau (Zwiebelturm) wurde im Jahr 1715 aufgesetzt
- Hauptaltar im Barockstil erbaut im Jahr 1682
- Restaurierung der kompletten Kirche in den Jahren 1975–1980

## Natur und Landschaft
Im Oestinghauser Raum befindet sich aktuell ein Naturschutzgebiet (NSG) sowie drei Landschaftsschutzgebiete (LSG) und die Ahse als besonders geschützter Landschaftsbestandteil. Das NSG „Ahseniederung Oestinghausen“ befindet sich südlich von Oestinghausen. Hierbei handelt es sich um ein 40 ha großes Fließgewässersystem, welches durch die Gewässerläufe der Ahse (als Hauptfluss), des Mühlengrabens, der Rosenaue und der Schledde gebildet wird.

## Bildung
Oestinghausen verfügt über eine Grundschule und den katholischen Kindergarten St. Stephanus.

## Vereine
Der Sportverein Schwarz-Gelb Oestinghausen, der Karnevalsverein und die Schützenbruderschaft St. Hubertus nutzen die Gemeinschaftshalle Oestinghausen und den dort befindlichen Sportplatz regelmäßig. Andere Vereine sind der Spielmannszug Oestinghausen, die Pfadfinder und die Freiwillige Feuerwehr; der Männergesangverein, die kfd-St. Stephanus und der Verein zur Förderung der Heimat und des Brauchtums Oestinghausen e. V. Als Dachverband aller Vereine wurde bereits in den 1970er Jahren eine Arbeitsgemeinschaft ins Leben gerufen. Diese tritt einmal im Jahr zu Absprachen zusammen und organisiert Veranstaltungen im Ort.

## Wirtschaft
Das „Handelszentrum“ Oestinghausens liegt im Bereich des ehemaligen Kleinbahnhofs.
Hier finden sich ein ALDI-Markt sowie angrenzend Ladenlokale, welche eine Fleischerei und eine Zweitfiliale des örtlichen Bäckers teilen. Der Hauptbetrieb der Bäckerei befindet sich neben der Kirche. Weiterhin verfügt das Zentrum über eine Apotheke. Mittwochs und samstags findet ein kleiner Wochenmarkt statt, der die Bürger mit frischen Produkten der umliegenden Landwirte versorgt. Nahe diesen Einkaufsmöglichkeiten gibt es noch eine Gärtnerei.
Im Nordosten findet sich ein kleines Industriegebiet. Dort befinden sich eine Baufirma, zwei Küchenspezialisten, ein Auto-An- und Verkauf, ein Standort der Kverneland-Gruppe für Kunststoffspritzguss, ein Raumausstattungsspezialist, ein Stallungsgerätehersteller, ein Lackierer, ein Tierfuttermittellieferant sowie ein Sonnenschirmhersteller; im Dorf selbst noch eine Filiale der LVM Versicherung und eine Fahrschule. Die medizinische Versorgung ist durch einen Allgemeinmediziner, eine Zahnärztin sowie eine Heilpraktikerin sichergestellt.
Es gibt zwei Gaststätten in Oestinghausen: die Gaststätte „Zur Herbstlinde“, (auch Anton/Antonella genannt) mit italienischen Spezialitäten und „Sumak“ direkt am Kreisverkehr in der Dorfmitte mit deutscher und italienischer Küche. Die Gaststätte „Zur Traube“ wurde 2011/12 zu einem Mehrfamilienhaus umgebaut. Das Lokal „Zur alten Post“, zentral am Kreisverkehr gelegen, wird derzeit (2012) aufwändig restauriert.

## Regelmäßige Veranstaltungen
Die wichtigsten Ereignisse in Oestinghausen sind:
- Schützenfest
- Karneval
- Osterfeuer
- Wintermarkt alle 2 Jahre durch die Arbeitsgemeinschaft der Vereine organisiert
- Fußballspiele der Mannschaften des TuS SG Oestinghausen